# Konna
Konna – miasto w Mali; 36 767 mieszkańców (2009). 
Wokół miasta w styczniu 2013 toczyły się walki pomiędzy wojskami rządowymi wspieranymi przez oddziały francuskie a rebeliantami.